# Adam und Eva (Ghiberti)

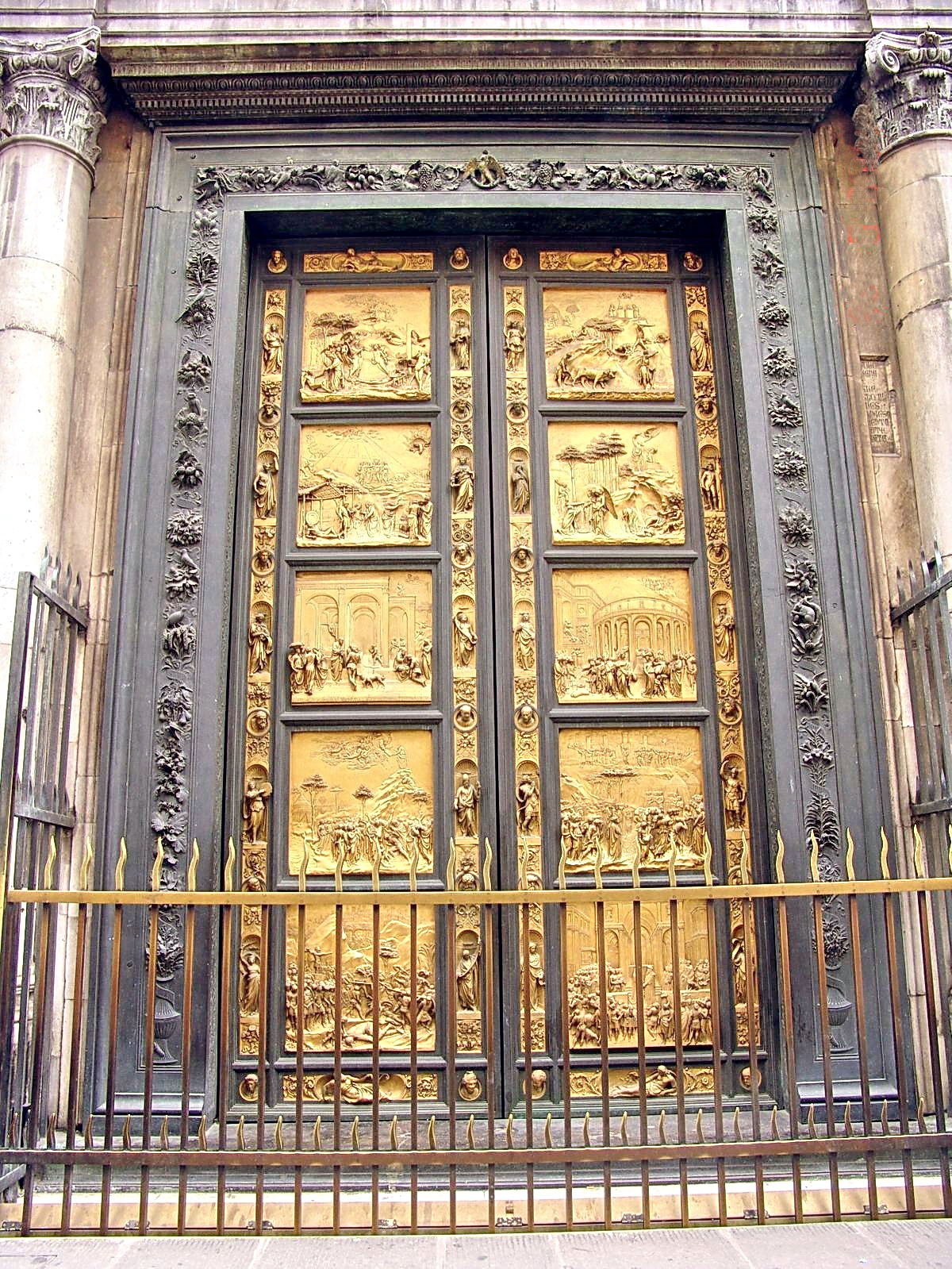
Die Paradiestür in Florenz

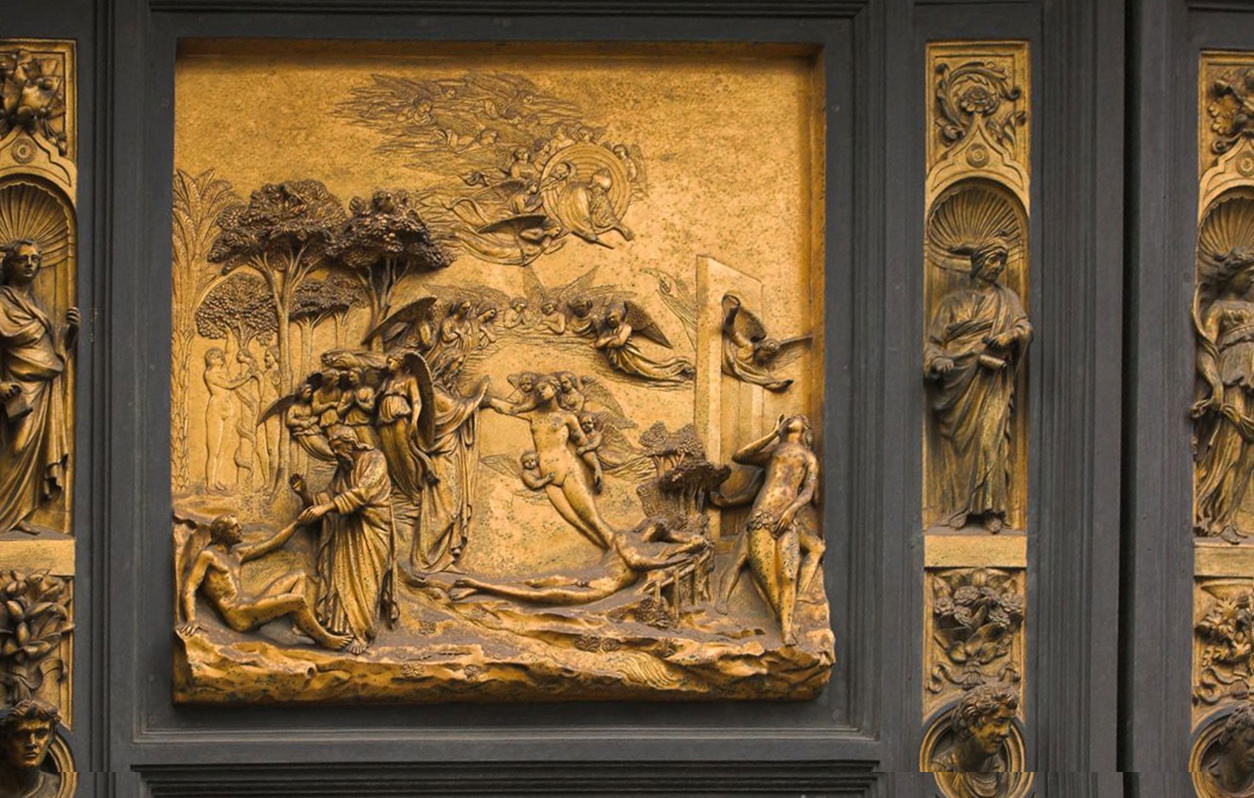
Erschaffung Adams und Evas, Sündenfall und Vertreibung aus dem Paradies

Adam und Eva ist ein Bronzerelief von Lorenzo Ghiberti. Es ist die erste Szene oben links von zehn Bildtafeln der Paradiestür (auch Paradiespforte) von 1425 bis 1452 an der Ostseite des Baptisteriums San Giovanni in Florenz. Dargestellt sind die biblische Szenen der Erschaffung des Menschen und seiner Vertreibung aus dem Paradies.

## Darstellung
Es sind vier Szenen simultan abgebildet:
Szene 1: Im Vordergrund unten links wird der Zeitpunkt unmittelbar nach der Erschaffung Adams gezeigt. Gottvater hilft ihm auf.
Szene 2: In der Mitte stellt Ghiberti die Erschaffung Evas durch Gottvater aus der Rippe des schlafenden Adams dar, bei der ihn die Engel unterstützen.
Szene 3: Adam und Eva sündigen, indem sie verbotene Früchte vom Baum der Erkenntnis essen. Die Schlange, die sie dazu verführte, ist mit dem Kopf einer Frau dargestellt.
Szene 4: Die Vertreibung aus dem Paradies. Adam schleppt Eva in Richtung eines Bogens, vermutlich dem Tor des Paradieses.
Gottvater ist immer von Engeln umgeben. Im Hintergrund sind himmlische Heerscharen zu sehen.

## Technik
Hintergrund und Vordergrund sind unterschieden durch die Darstellung als Flach- und Hochrelief. Die Übergänge sind fließend. Ganz vordergründige Szenen sind hinterschnitten. Ein perspektivischer Fehler unterlief Ghiberti im einzigen architektonischen Element, dem Bogen: Die Oberkante der linken Seite fluchtet nach oben, nicht nach unten.